# دومينيك إيزاك
دومينيك إيزاك (بالإنجليزية: Dominic Isaacs)‏ هو لاعب كرة قدم جنوب أفريقي، ولد في 13 يوليو 1982 في كيب تاون في جنوب أفريقيا. لعب مع أياكس كيب تاون ونادي بلومفونتين سيلتيك ونادي كايزر تشيفز.

## وصلات خارجية
- دومينيك إيزاك على موقع قاعدة بيانات كرة القدم.إي يو (الإنجليزية)